# Anianou
Anianou  est une localité du centre est de la Côte d'Ivoire, et appartenant au département de Prikro, région de l'iffou.
La localité d'Anianou est un chef-lieu de sous-préfecture composé de neuf villages dont